# Джанни Скикки
«Джанни Скикки» (итал. Gianni Schicchi) — одноактная опера Дж. Пуччини, последняя часть «Триптиха». По итальянскому либретто Дж. Форцано, на основе строфы в «Божественной комедии» Данте («Ад», песнь XXX) и «Commentary on the Divine Comedy by an Anonymous Florentine of the 14th Century» к ней о флорентийце Джанни Скикки деи Кавальканти.
Единственная комическая опера композитора.
Первая постановка: Нью-Йорк, Метрополитен Опера, 14 декабря 1918 года.

## Действующие лица
| Партия                                 | Голос               | Исполнитель на премьере, 14 декабря 1918 (Дирижёр: Роберто Морандзони) |
| -------------------------------------- | ------------------- | ---------------------------------------------------------------------- |
| Джанни Скикки                          | баритон             | Джузеппе Де Лука                                                       |
| Лауретта, его дочь                     | сопрано             | Флоренс Истон                                                          |
| Дзита, по прозвищу Старуха             | контральто          | Кэтлин Хоуард                                                          |
| Ринуччо (тенор), возлюбленный Лауретты | тенор               | Джулио Крими                                                           |
| Герардо, племянник Буозо Донати        | тенор               | Анджело Бада                                                           |
| Нелла, жена Герардо                    | сопрано             | Мари Тиффани                                                           |
| Герардино, их сын                      | сопрано или дискант | Марио Малатеста                                                        |
| Бетто ди Синья, шурин Буозо Донати     | бас                 | Паоло Ананиян                                                          |
| Симоне, двоюродный брат Буозо Донати   | бас                 | Адам Дидур                                                             |
| Марко, сын Симоне                      | баритон             | Луи Д`Анджело                                                          |
| Чьеска, жена Марко                     | меццо-сопрано       | Мари Санделиус                                                         |
| доктор Спинеллоччо                     | бас                 | Помпилио Малатеста                                                     |
| Амантио Ди Николао, нотариус           | баритон             | Андрес де Сегурола                                                     |
| Пинеллино                              | бас                 | Винченцо Рескилиян                                                     |
| Гуччо                                  | бас                 | Карл Шлегель                                                           |

## Сюжет
Действие происходит в средневековой Флоренции в 1299 году.
Богатый дядюшка Буозо Донати умер, и его бедные родственники, толпившиеся вокруг ложа смерти, находят завещание — всё оставлено монахам. И тогда они зовут некоего Джанни Скикки — пожилого итальянского мошенника и проходимца.
Он прячет тело умершего дядюшки, гримируется под него и голосом покойника зовёт нотариуса. Все родственники в восторге ждут: сейчас завещание будет переписано в их пользу. Нотариус слышит с полутёмного ложа слова «дядюшки»: «Всё своё имущество я завещаю… я завещаю… я завещаю своему любимому другу Джанни Скикки!».
Разбогатевший Скикки дает своей дочери Лауретте приданое, и она наконец может выйти замуж за своего любимого — Ринуччо (единственного из многочисленных родственников покойного, кто получает выгоду от происшедшего).

## Известные арии
- «Firenze è come un albero fiorito» (Ринуччо)
- «O mio babbino caro» (Лауретта)
- «In testa la capellina» (Джанни Скикки)

### O mio babbino caro
Одна из самых известных сопрановых арий — ария Лауретты, дочери Джанни Скикки. Она поёт своему отцу о своей любви к Ринуччо, с которым они не могут пожениться из-за отсутствия приданого (семья Ринуччо не дает ему позволения жениться на бесприданнице). Лауретта умоляет своего отца помочь, после чего он и придумывает авантюру.

## Экранизации
- 1955 — «Как Джанни попал в ад» — советский телефильм-опера